# Joey + Rory

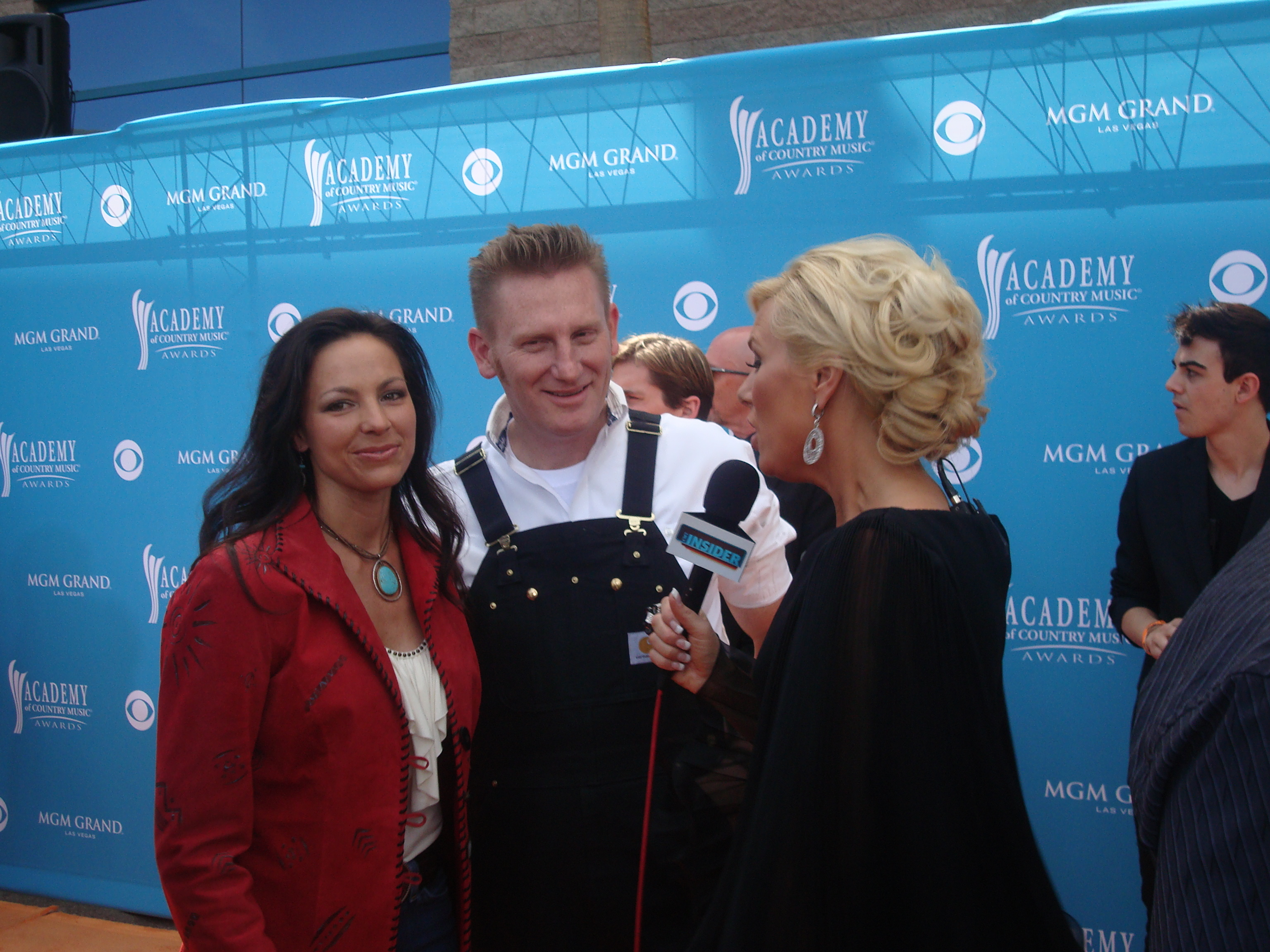
Joey + Rory bei den ACM Awards 2010

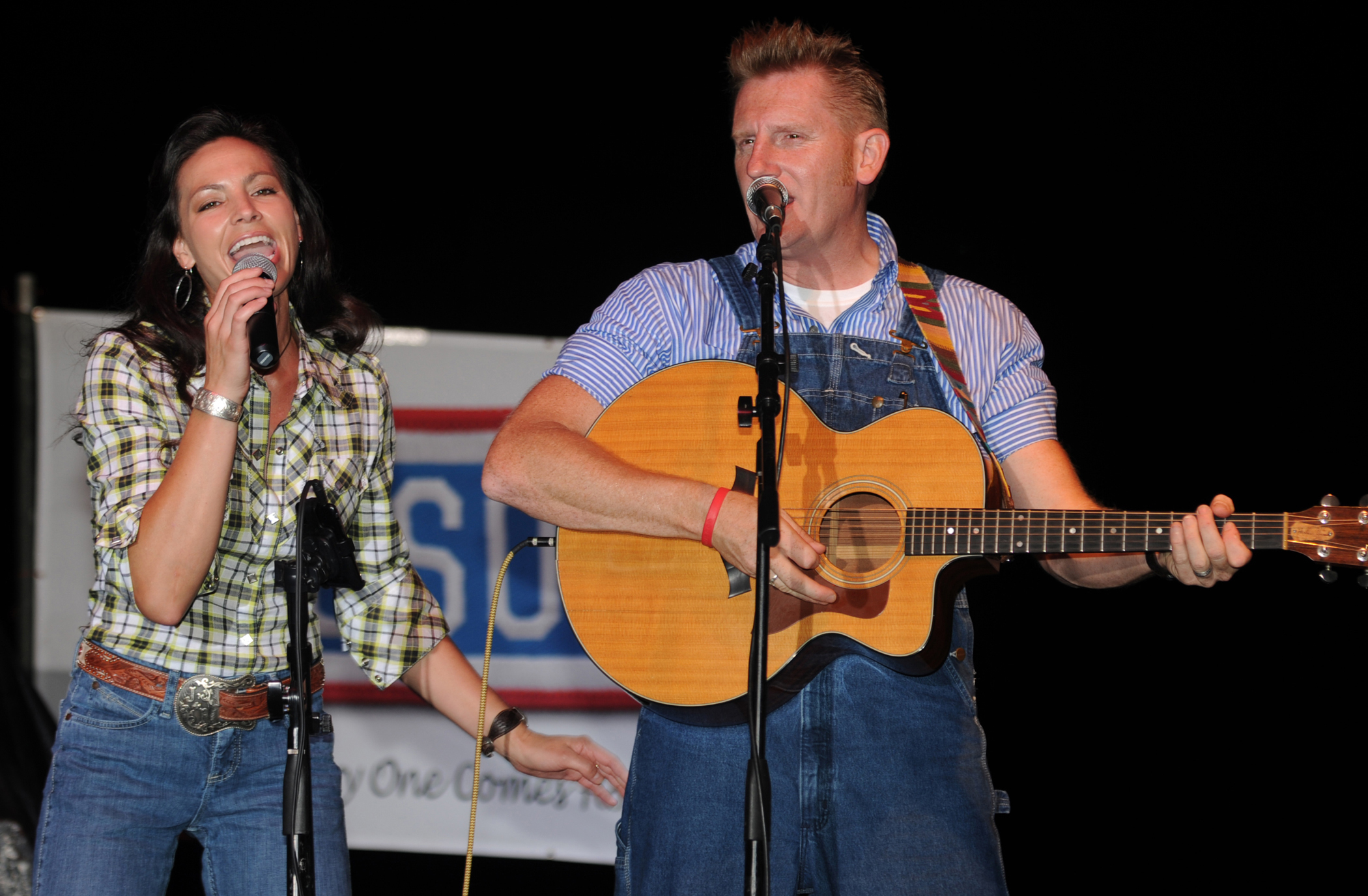
Joey + Rory 2010

Joey + Rory war ein US-amerikanisches Bluegrass-Countryduo bestehend aus dem Ehepaar Joey und Rory Feek. Joey Feek starb im März 2016.

## Bandgeschichte
Joey Marie Martin wurde am 9. September 1975 in Alexandria im Bundesstaat Indiana geboren. Mit sechs Jahren sang sie erstmals öffentlich einen Countrysong von Dolly Parton bei einem Talentwettbewerb für Erstklässler. Mit 22 Jahren ging sie nach Nashville und nach zwei Jahren fand sie mit Sony Records ein großes Label und nahm ihr Debütalbum auf. Die Veröffentlichung fiel jedoch einer Umstrukturierung im Verlag zum Opfer.
Rory Lee Feek wurde am 25. April 1965 in Kansas geboren und kam bereits drei Jahre vor Joey Martin nach Nashville. Der bekannte Songwriter Harlan Howard nahm ihn als Autor unter Vertrag. 2000 wechselte er zum Label Blacktop Music von Clint Black. Joey und Rory lernten sich 2002 kennen und heirateten bereits nach kurzer Zeit. Da Rory zwei kleine Kinder (geboren 1986 und 1988) in die Ehe mitgebracht hatte, verzichteten sie aber zugunsten der Familie auf eine gemeinsame Karriere.
Joey nahm 2004 ein zweites Album auf, das es aber wieder nicht in die Plattenläden schaffte und schließlich drei Jahre später als Download veröffentlicht wurde. Rory gründete 2004 mit Tim Johnson einen eigenen Musikverlag mit dem Namen Giantslayer Publishing. Die beiden starteten 2007 ein kurzlebiges Projekt mit Kindermusik mit dem Namen The Song Trust.
2008 ließen sich Joey und Rory Feek dazu überreden, bei der Sendung Can You Duet von CMT teilzunehmen. Sie passten als Duo gut zusammen und erreichten Platz 3 in dem Wettbewerb. Anschließend bekamen sie einen Plattenvertrag mit Sugar Hill Records und veröffentlichten noch im selben Jahr ihr Debütalbum The Life of a Song. Auf Anhieb kamen sie in die Top 10 der Countrycharts und hielten sich ein halbes Jahr in den offiziellen Albumcharts. Bei den ACM Awards wurden sie daraufhin als Top New Vocal Duo of the Year ausgezeichnet. Album Nummer zwei wurde auch Album Number Two bezeichnet und erreichte 2010 ähnliche Platzierungen, auch wenn es nicht ganz so langlebig war. Es folgte ein Weihnachtsalbum und das dritte reguläre Album His and Hers, beide blieben aber hinter den ersten Erfolgen zurück.
2013 unternahmen beide mit dem Album Joey + Rory Inspired: Songs of Faith & Family dann einen Ausflug in die Gospel- und Country-Gospel-Musik. Damit kamen sie auf Platz 6 der Christian-Albums-Charts. Noch im selben Jahr folgte das nächste Countryalbum Made to Last, mit dem sie erstmals nicht in die Billboard 200 kamen. Mit dem Album Country Classics: A Tapestry of Our Musical Heritage, auf dem sie bekannte Countrysongs coverten, waren sie nur ein Jahr später aber wieder etwas erfolgreicher.
Am 17. Februar 2014 wurde die gemeinsame Tochter Indiana Boone geboren. Das Kind hat das Down-Syndrom. Später im gleichen Jahr erkrankte Joey Feek an  Gebärmutterhalskrebs. Dieser konnte jedoch erfolgreich behandelt werden. 2015 musste sie aber bekanntgeben, dass der Krebs zurückgekehrt und nicht mehr behandelbar war. In ihren letzten Monaten nahmen sie noch einmal ein Album mit christlichen Liedern auf. Hymns That Are Important to Us erschien einen Monat bevor Joey Feek im Alter von 40 Jahren starb. Das Album erreichte Platz 1 der Christian-Music- und der Countrycharts und Platz 4 der offiziellen Albumcharts. Es verkaufte sich über eine halbe Million Mal und erhielt Gold. Ein Musikvideo zum Album verkaufte sich über 50.000 Mal und erhielt ebenfalls eine Gold-Auszeichnung. Ihr Song If I Needed You aus dem Album wurde für einen Grammy Award nominiert.
Rory Feek führt eine Vlog. Die Filme aus Zeit von der Geburt der Tochter bis zum Tod von Joey Feek  wurde später unter dem Namen To Joey, with love veröffentlicht.

## Diskografie

### Alben
| Jahr | Titel                                                | Höchstplatzierung, Gesamtwochen, AuszeichnungChartplatzierungen (Jahr, Titel, Platzierungen, Wochen, Auszeichnungen, Anmerkungen) | Höchstplatzierung, Gesamtwochen, AuszeichnungChartplatzierungen (Jahr, Titel, Platzierungen, Wochen, Auszeichnungen, Anmerkungen) | Anmerkungen                                                                       |
| Jahr | Titel                                                | US | Country | Anmerkungen                                                                       |
| ---- | ---------------------------------------------------- | --- | --- | --------------------------------------------------------------------------------- |
| 2008 | The Life of a Song                                   | US61 (27 Wo.)US | Country10 (72 Wo.)Country |                                                                                   |
| 2010 | Album Number Two                                     | US60 (3 Wo.)US | Country9 (24 Wo.)Country |                                                                                   |
| 2011 | A Farmhouse Christmas                                | US181 (1 Wo.)US | Country59 (4 Wo.)Country |                                                                                   |
| 2012 | His and Hers                                         | US112 (2 Wo.)US | Country24 (13 Wo.)Country |                                                                                   |
| 2013 | Joey + Rory Inspired: Songs of Faith & Family        | US126 (4 Wo.)US | Country27 (23 Wo.)Country |                                                                                   |
| 2013 | Made to Last                                         | — | Country44 (4 Wo.)Country |                                                                                   |
| 2014 | Country Classics: A Tapestry of Our Musical Heritage | US199 (1 Wo.)US | Country13 (18 Wo.)Country |                                                                                   |
| 2016 | Hymns                                                | US4 Gold · (22 Wo.)US | Country1 (49 Wo.)Country |                                                                                   |
| 2016 | The Album Collection                                 | US192 (1 Wo.)US | Country10 (17 Wo.)Country |                                                                                   |
| 2017 | If Not for You                                       | US50 (3 Wo.)US | Country6 (6 Wo.)Country | Soloalbum von Joey Feek, ursprünglich 2005 aufgenommen und posthum veröffentlicht |

### Singles
| Jahr | Titel Album            | Höchstplatzierung, Gesamtwochen, AuszeichnungChartplatzierungen (Jahr, Titel, Album, Platzierungen, Wochen, Auszeichnungen, Anmerkungen) | Höchstplatzierung, Gesamtwochen, AuszeichnungChartplatzierungen (Jahr, Titel, Album, Platzierungen, Wochen, Auszeichnungen, Anmerkungen) | Anmerkungen                                            |
| Jahr | Titel Album            | US | Country | Anmerkungen                                            |
| ---- | ---------------------- | --- | --- | ------------------------------------------------------ |
| 2008 | Cheater, Cheater       | US— GoldUS | Country30 (20 Wo.)Country | Autoren: R. L. Feek, J. Martin, K. Osmunson, W. Varble |
| 2011 | That’s Important to Me | — | Country51 (9 Wo.)Country | Autoren: R. L. Feek, J. Martin, T. Johnson             |
| 2016 | When I’m Gone          | — | Country21 (5 Wo.)Country | Autor: S. E. Lawrence                                  |

## Videoalben
- 2016: Hymns (That Are Important To Us) (US: Gold)